# 中国作家協会
中国作家協会（英語: China Writers Association、CWA）は、中華人民共和国における唯一の公式な全国作家組合連合である。略称は中国作協。会場は北京市朝陽区東土城路25号。現在、会員は7690人。

## 沿革
中国作家協会の起源は、中国共産党が設立した中華全国文学工作者協会（略称・全国文協）。主席は茅盾、副主席は丁玲、柯仲平。党組組長は丁玲、副組長は馮雪峰。『文芸報』『人民文学』『新觀察』等創刊が出版。
1953年9月，第二回全国代表会議に主席の茅盾を選出。1953年10月、中国作家協会に正式に改称した。周揚、丁玲、巴金、柯仲平、老舍、馮雪峰、邵荃麟の各氏が副主席に選出された。
1979年11月、北京で開かれている中国作家協会第三回全国代表大会で、新主席に現代の著名な作家、茅盾が選出された。巴金、丁玲、馮至、馮牧、艾青、劉白羽、沙汀、李季、張光年、陳荒煤、欧陽山、賀敬之、鉄衣甫江の各氏が副主席に選出された。
1984年12月、北京で開かれている中国作家協会第四回全国代表大会で、新主席に現代の著名な作家、巴金が選出された。王蒙、丁玲、馮至、鳳牧、艾青、劉賓雁、沙汀、陸文夫、張光年、陳荒煤、鉄衣甫江の各氏が副主席に選出された。
2011年11月25日、中国作家協会の第八回全国代表会議に主席の鉄凝を選出。鉄凝が主席に再選され、王安憶、葉辛、劉恒、李冰、李存葆、何建明、張平、張抗抗、陳忠実、陳建功、莫言、高洪波、廖奔、譚談の各氏が副主席に選出された。

## 歴代主席
| 回 | 画像 | 名   | 上任       | 退任   | 注 |
| -- | ---- | ---- | ---------- | ------ | -- |
| 1  |      | 茅盾 | 1949年     | 1981年 |    |
| 2  |      | 巴金 | 1984年     | 2005年 |    |
| 3  |      | 鉄凝 | 2006年現在 |        |    |

## 歴代指導者
- 主席：鉄凝（女）
- 副主席：王安憶（女）、葉辛、劉恒、李冰、李存葆、何建明、張平、張抗抗（女） 、陳忠実、陳建功、莫言、高洪波、廖奔、譚談
- 主席団委員：二月河、王巨才、紮西達娃（藏族）、葉梅（女、土家族）、葉文玲（女）、白庚勝（納西族）、馮芸（壯族）、呂雷、劉兆林、池莉（女）、蘇童、李敬沢、遅子建（女）、張煒、張健、張勝友、陸天明、阿来（藏族）、阿紮提・蘇里坦（維吾爾族）、阿爾泰（蒙古族）、陳世旭、陳祖芬（女）、陳崎嶸、周梅森、趙本夫、柳建偉、賈平凹、黄済人、韓少功、舒婷（女）
- 党組書記：李冰
- 党組副書記：張健
- 党組成員：高洪波、廖奔、何建明、陳崎嶸、白庚勝（納西族）、李敬沢

## 直属単位
- 中国作家出版集団
- 魯迅文学院
- 中国現代文学館
- 中華文学基金会
- 作家活動中心

## 社団
- 中国報告文学学会
- 中国少数民族作家学会
- 中国詩歌学会
- 中国国際報告文学研究会
- 中華詩詞学会
- 中国紀實文学研究会
- 中国散文学会
- 中国大衆文学学会
- 中国蕭軍研究会
- 中国散文詩学会
- 中国茅盾研究会
- 中国寓言文学研究会
- 中国武侠文学学会
- 中国小説学会
- 中国丁玲研究会
- 中国趙樹理研究会
- 中国微型小説学会
- 中国筆会中心

## 刊行物
- 『文芸報』
- 『人民文学』
- 『詩刊』
- 『民族文学』
- 『中国作家』
- 『小説選刊』
- 『作家文摘』
- 『中国校園文学』
- 『環球起業家』

## 文学賞
- 魯迅文学賞
- 茅盾文学賞
- 宋慶齢全国優秀児童文学賞
- 全国少数民族文学創作賞
- 青年文学賞（荘重文文学賞）